# Atlasområdet

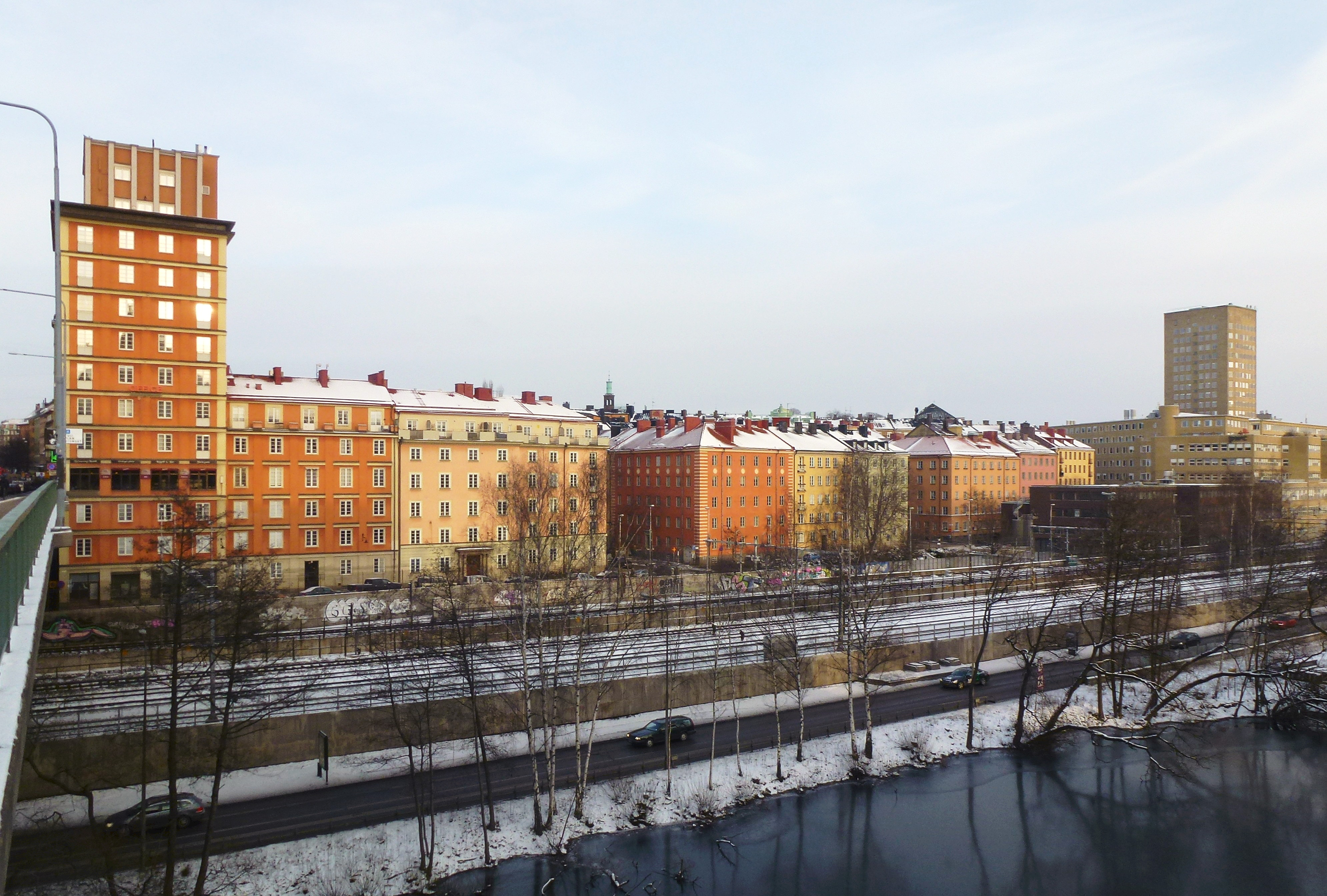
Atlasområdet sett från Sankt Eriksbron, 2014.

Atlasområdet är ett informellt område inom stadsdelen Vasastaden i Stockholms innerstad. Området utgör även ett statistiskt basområde med en landareal på 11 hektar och hade år 2021 2 101 invånare. Namnet härrör från verkstadsföretaget AB Atlas som i sin tur uppkallades efter jätten Atlas, en av titanerna i den grekisk mytologin. Atlas verkstäder låg här fram till 1927.

## Historik

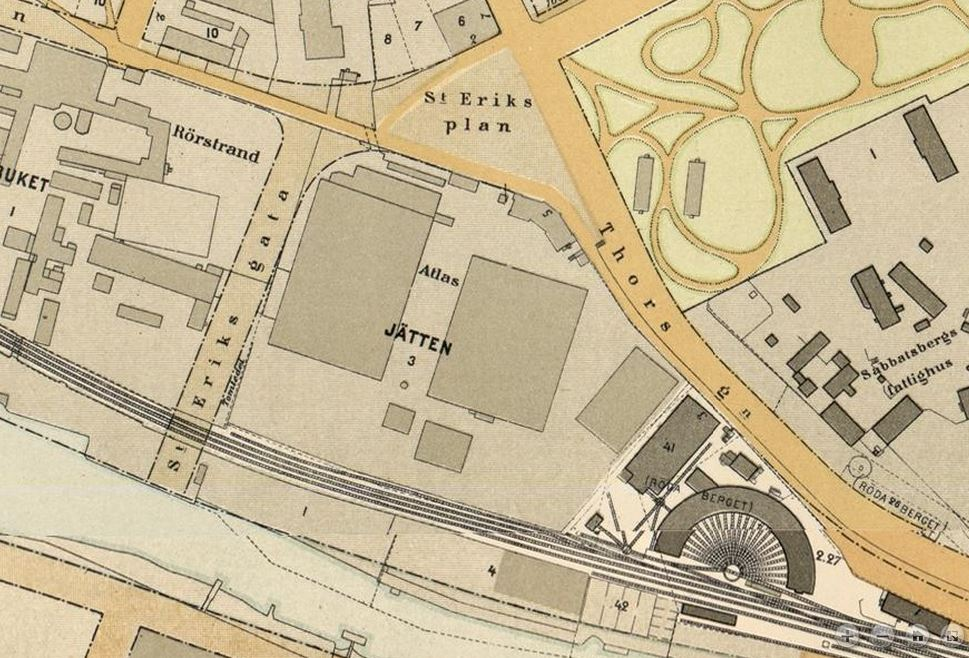
Atlasfabriken, 1899.

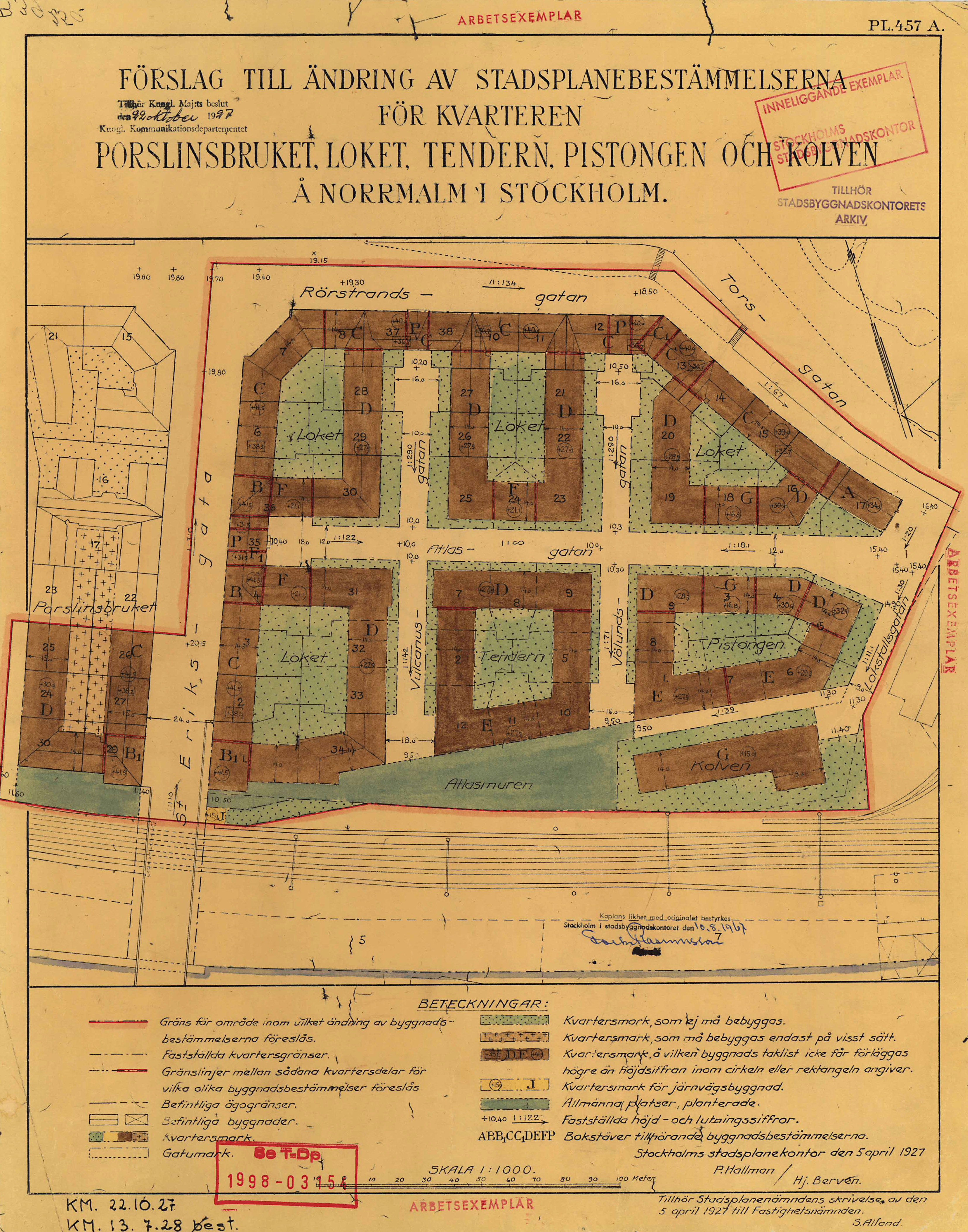
Stadsplan från 1927 över Atlasområdet.

Området ligger söder om S:t Eriksplan, mellan S:t Eriksgatan, Torsgatan och Barnhusviken. Det har fått sitt namn efter AB Atlas, vars verkstäder tidigare låg här. Atlas tillverkade bland annat järnvägsvagnar och kompressorer men även två broar (Vasabron och gamla Sankt Eriksbron).
Nya AB Atlas (som företaget hette efter 1890) fick dock ekonomiska problem under första världskriget och fusionerade 1917 med AB Diesels Motorer i Nacka. Företaget bytte sedan namn till Atlas Diesel och 1957 till Atlas Copco, som fortfarande finns kvar med huvudkontoret i Sickla (se Atlas Copco, Sickla).
Området kom efter rivning av fabriksbebyggelsen 1927 att bebyggas med bostäder. Stadsplanen upprättades av Per Olof Hallman och vann laga kraft den 13 juli 1928. Hallman bröt med den gamla rutnätsplanen och skapade platsbildningar och planterade förgårdar. Gatorna har namn som Atlasgatan, Vulcanusgatan och Völundsgatan, även kvartersnamnen som Loket, Tendern och Pistongen påminner om den gamla industriverksamheten.

## Bebyggelse
Området exploaterades av privata byggherrar. Bebyggelsens arkitektur är tidstypisk 1920-talsklassicism och ger en enhetlig stadsbild. Varma, delvis kraftiga putsfärger dominerar. I slutet av Atlasgatan, Vulcanusgatan och Völundsgatan leder trappor och höga portvalv upp till Sankt Eriksplan respektive Sankt Eriksgatan. Ursprungligen var små lägenheter om ett rum och kokvrå samt badrum vanliga. De flesta var även utrustade med öppen spis. Någon gårdsbebyggelse förekommer inte. Husdjupet varierar mellan 14 och 15 meter och våningshöjden är sex till sju våningar. Det gör att området blev mycket kompakt och ett av innerstadens tätast bebodda.
Dominerande i området är en 13 våningar hög portalbyggnad, fastigheten Loket 1 (Sankt Eriksgatan 64 / Atlasmuren 18) som uppfördes 1927-1931 efter ritningar av arkitekterna Bohlin & Mossberg. Byggnaden är en pendang (dock ej identisk) till Porslinsbruket 29 (klart 1929) vid Sankt Eriksgatan 65. Båda markerar Sankt Eriksbrons norra fäste. Hörnhuset vid Atlasmuren 16 / Vulcanusgatan 1 (fastigheten Loket 14) ritades av arkitekt Pehr Danielsson och stod färdigt 1928.
I kvarteret Kolven, intill järnvägen, uppfördes 1929-1930 den så kallade Atlashallen som rymde tennishall, verkstad och garage. Arkitekter var Höög & Morssing. Byggnaden revs på 1970-talet är den enda som rivits i 1920-talets Atlasområde. På platsen byggdes ett lågt kontorshus i tegel som tidigare var Säkerhetspolisens kontor och som 2015 byggdes på med fler våningar och fick en modernare fasad. Bland övriga arkitekterna som verkade i Atlasområdet kan nämnas Gunnar Morssing, Josef Östlihn, Paul Hedqvist och Ture Sellman.

## Bilder

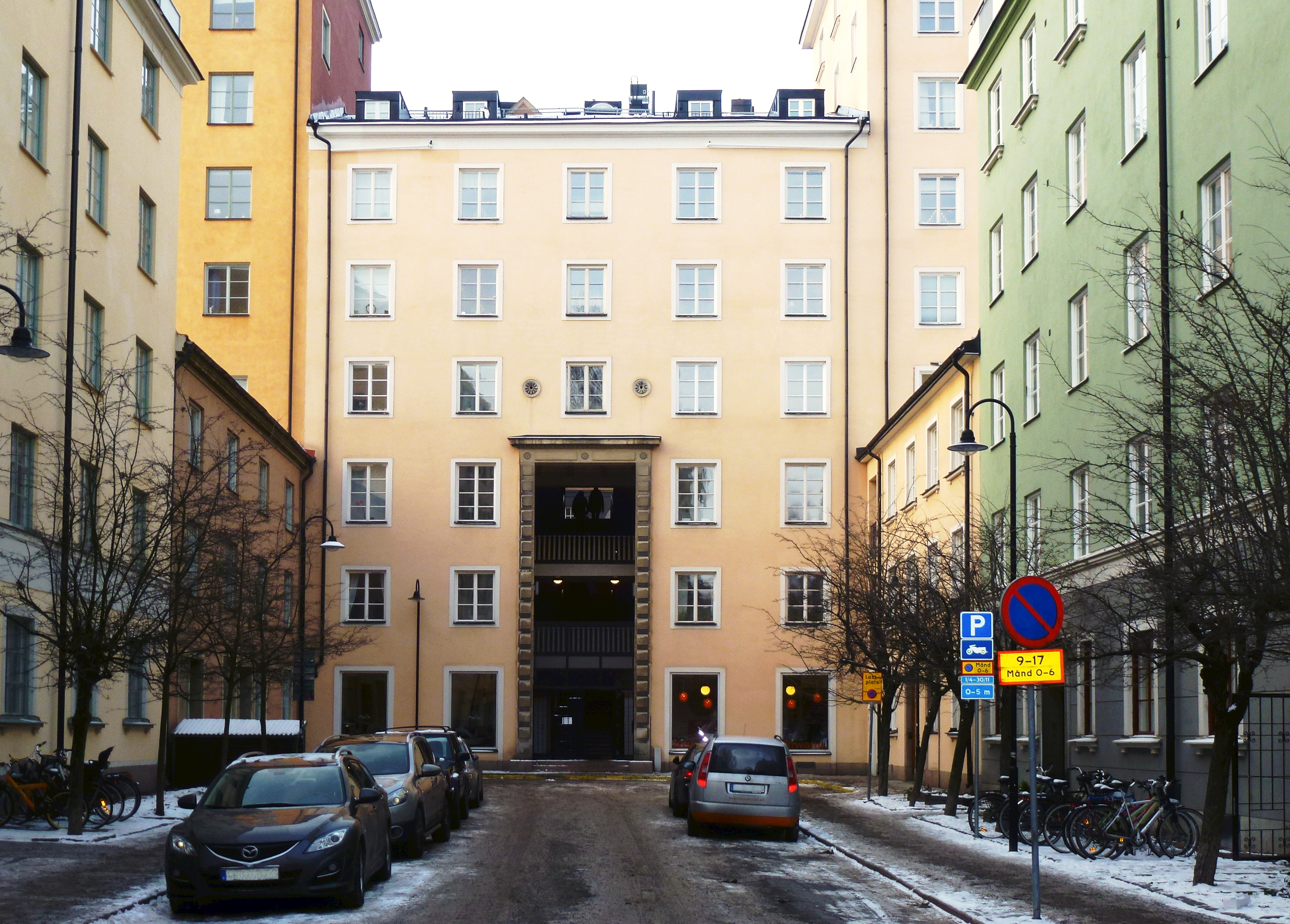
Atlasgatan mot väst
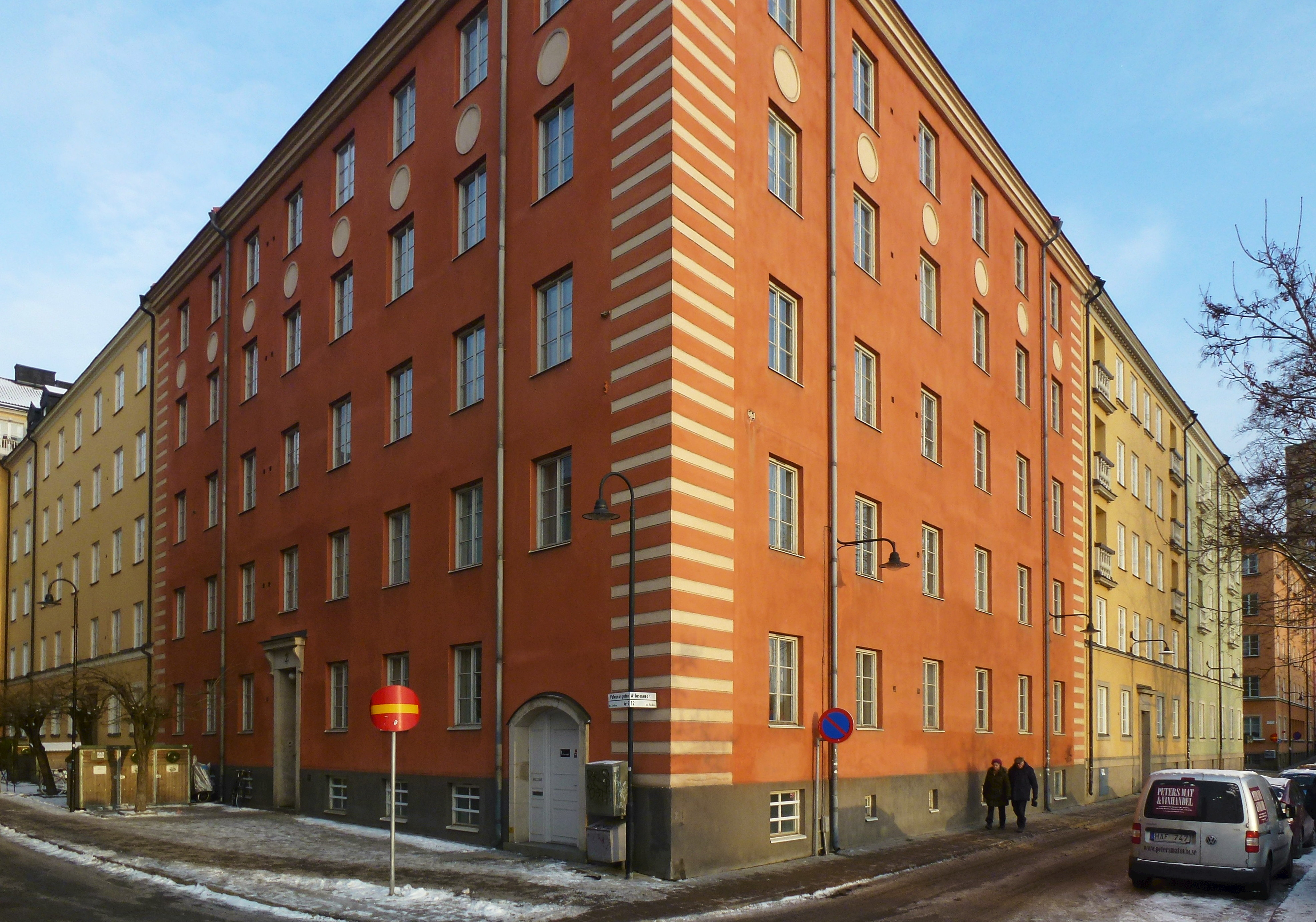
Atlasmuren / Vulcanusgatan
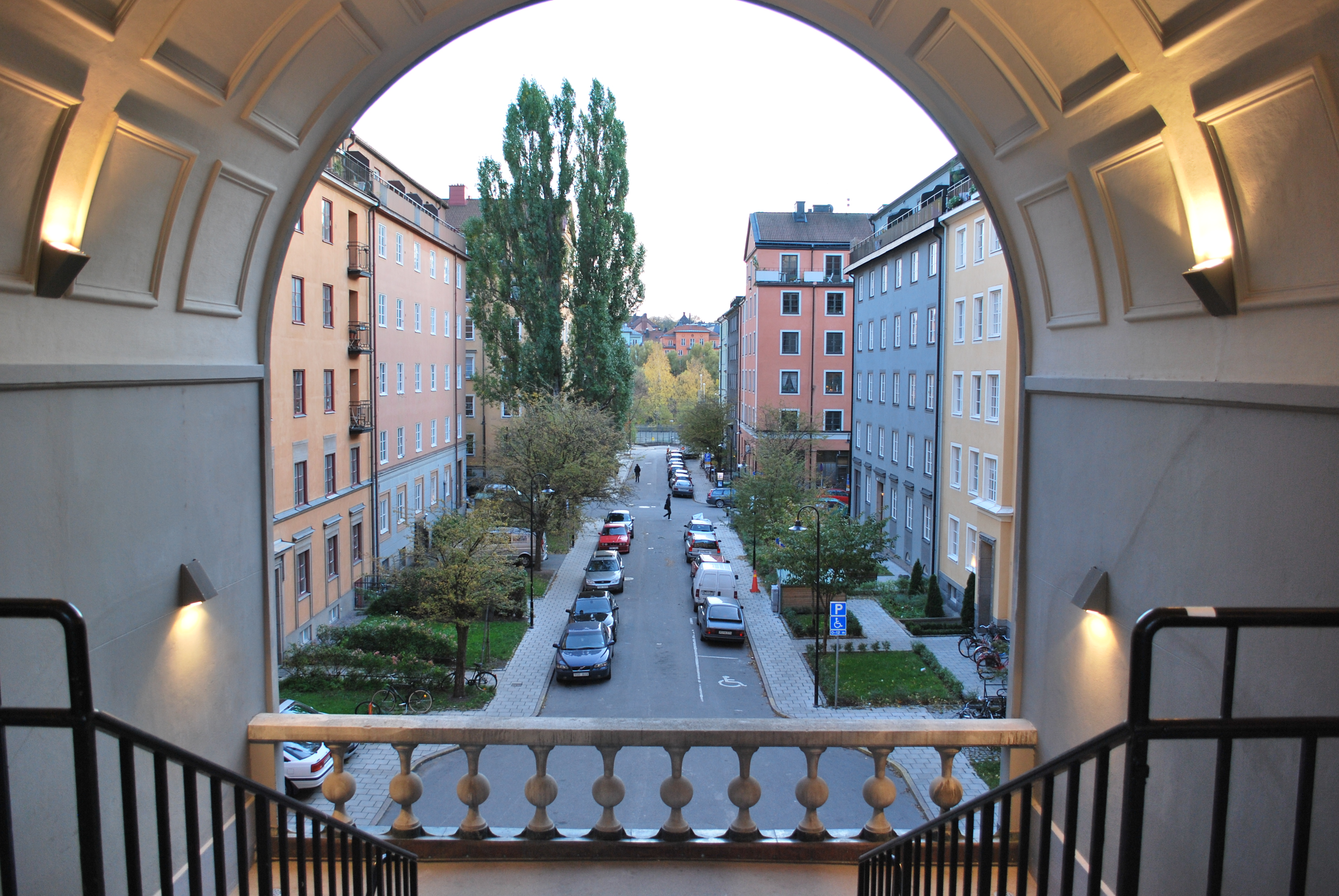
Portalvalv mot Völundsgatan
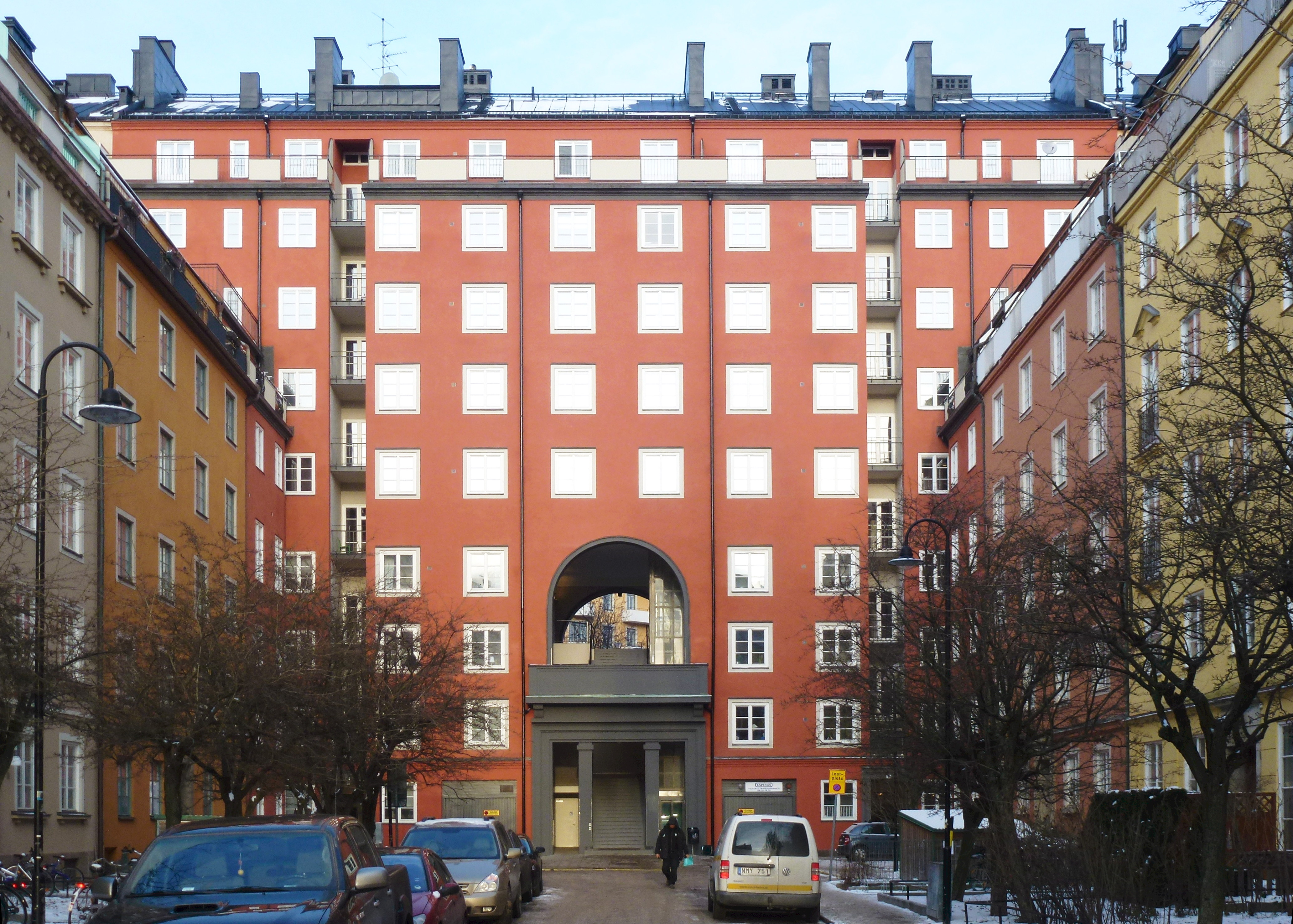
Vulkanusgatan mot norr
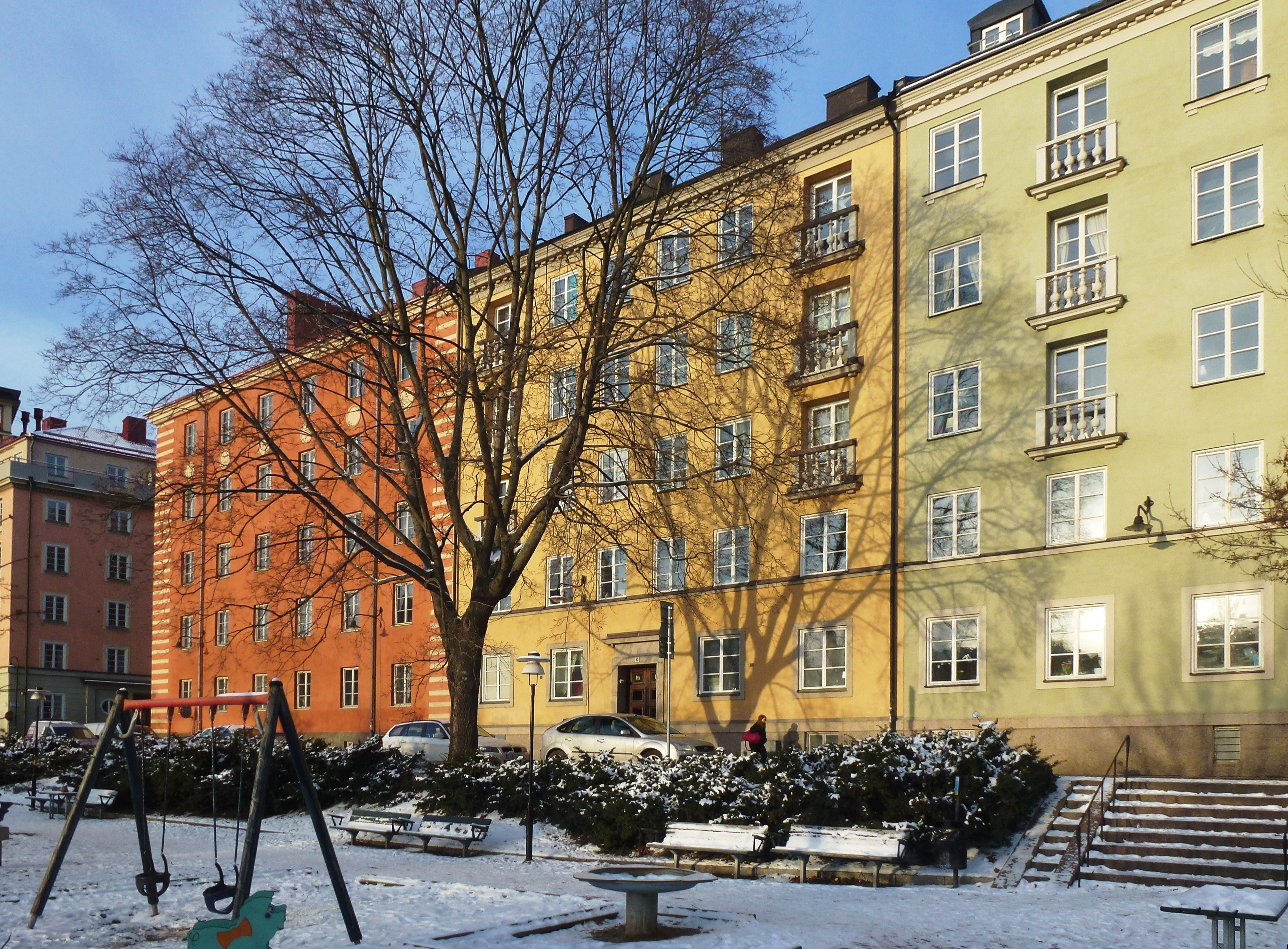
Atlasmuren, Tendern 10-12

## Kultur
Barnboksförfattaren Astrid Lindgren bodde med en väninna på Atlasgatan 9 1929-31 och senare när hon gift sig på Vulcanusgatan 12 där hon bodde 1931–1941. Hennes karaktär Karlsson på taket flyger över takåsarna i Vasastan och Atlasområdet.
Heidi von Borns böcker Kungariket Atlas, Den vita öknen och Tiden är en tjuv utspelar sig i Atlasområdet. Detta uppmärksammas på en av Stockholms stads litterära skyltar, uppsatt vid portalen till Atlasområdet mellan St Eriksplan 9 och 11.

## Se även

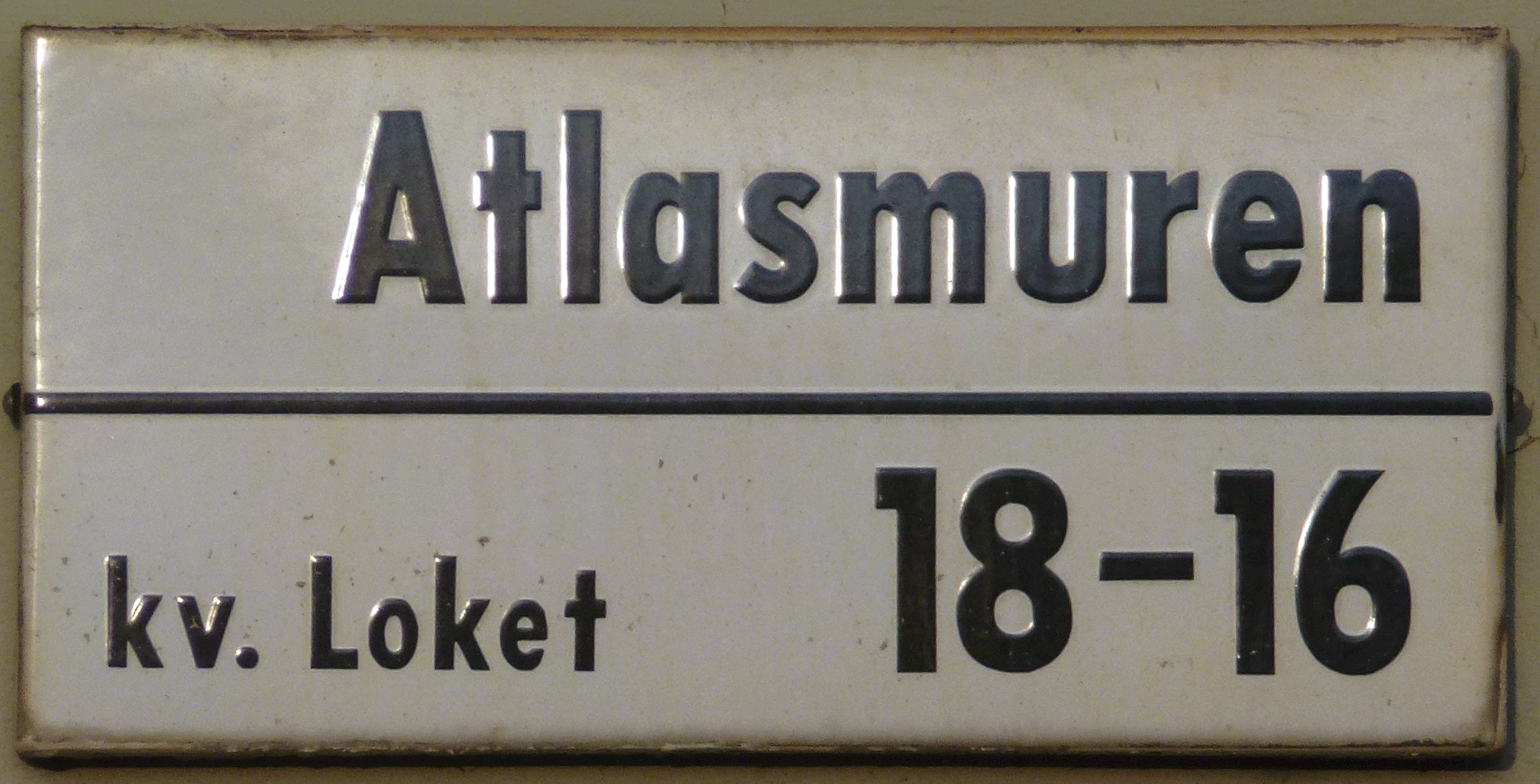